# 河背街
河背街（英語：Ho Pui Street）是香港其中一條行車馬路，位於新界荃灣區荃灣市中心，由鹹田街開始，一直伸延至禾笛街交界，長約300米。

## 沿路路口
- 鹹田街
- 眾安街
- 川龍街
- 禾笛街

## 沿路建築
- 康睦庭園
- 天佑小學
- 荃灣聖芳濟中學
- 荃新天地